# BacDive
BacDive (Bacterial Diversity Metadatabase) мета је база података бактерија која пружа информације о биодиверзитету бактерија и археја.

## Опис
BacDive је извор разних врста метаподатака, као што је таксономија, морфологија, физиологија, окружење и молекуларна биологија бактерија.
Већина података се ручно обележава и одржава. Верзија од септембра 2015. пружала је информације за око 54.000 сојева.
Базу података хостује Лајбницов институт DSMZ — Немачка колекција микроорганизама и ћелијских структура GmbH и припада de.NBI — Немачкој мрежи биоинформатичке инфраструктуре.